# Planetary Science Institute
Planetary Science Institute (PSI) és un institut de recerca que està instal·lat a Tucson, Arizona, centrat en la ciència planetària.
El seu personal científic es distribueixen a través de 16 estats dels EUA i al Regne Unit, Suïssa, França, Rússia, Austràlia i Sud-àfrica. El seu director és des del (2009) el Dr. Mark V. Sykes.
Fundada el 1972 sobre una base sense ànim de lucre, que està involucrat en moltes missions de la NASA, l'estudi de Mart, asteroides, cometes, pols interplanetària, la formació del Sistema Solar, els planetes extrasolars, l'origen de la vida, i altres temes científics.
Ara està participant activament en la missió Dawn, programada per explorar Vesta entre 2011 i 2012, i Ceres el 2015. El PSI gestiona el raig gamma i el detector de neutrons de la nau espacial, que traçarà un mapa de les superfícies dels dos planetes menors per determinar com es van formar i evolucionar. L'Institut orbit@home és un projecte de computació distribuïda a través del qual el públic pot ajudar en la recerca d'objectes propers a la Terra. L'Institut també està involucrat en l'educació científica a través dels programes escolars, llibres de divulgació científica i tècnica.